# Чартерокский колледж
Чартерокский колледж (англ. Charter Oak State College) — общественный гуманитарный колледж, находится в городе Нью-Бритен, в штате Коннектикут, США. Основан в 1973 году.

## История
Колледж основан в 1973 году и назван в честь одного из символов американской истории и борьбы за независимость — белого дуба (англ. Charter Oak), в котором была спрятана в 1687 году Королевская хартия Коннектикута 1662 года, дававшая особые права автономии.

## Образовательные программы
За свою 45-летнюю историю колледж выпустил более 12 тысяч выпускников.